# Anadara kagoshimensis
Anadara kagoshimensis — вид аркових двостулкових молюсків. Невеликих розмірів молюск, довжина мушлі 9,5 см, зазвичай до 8 см. Природний ареал цього виду охоплює помірну зону Тихого океану. Як вселенець відзначений у Середземному, Адріатичному (у північній частині), Чорному і Азовському морях (у західній і південній частинах).
У Чорному морі вперше відзначений біля берегів Болгарії у 1983 році, куди був занесений із баластом судів з Адріатичного моря. Спочатку вид було визначено як Anadara inaequivalvis, однак подальші дослідження з'ясували, що вказаний вид відсутній як у Чорному морі, так і у Середземномор'ї загалом. Натомість підтверджено приналежність особин з Чорного моря до виду Anadara kagoshimensis.

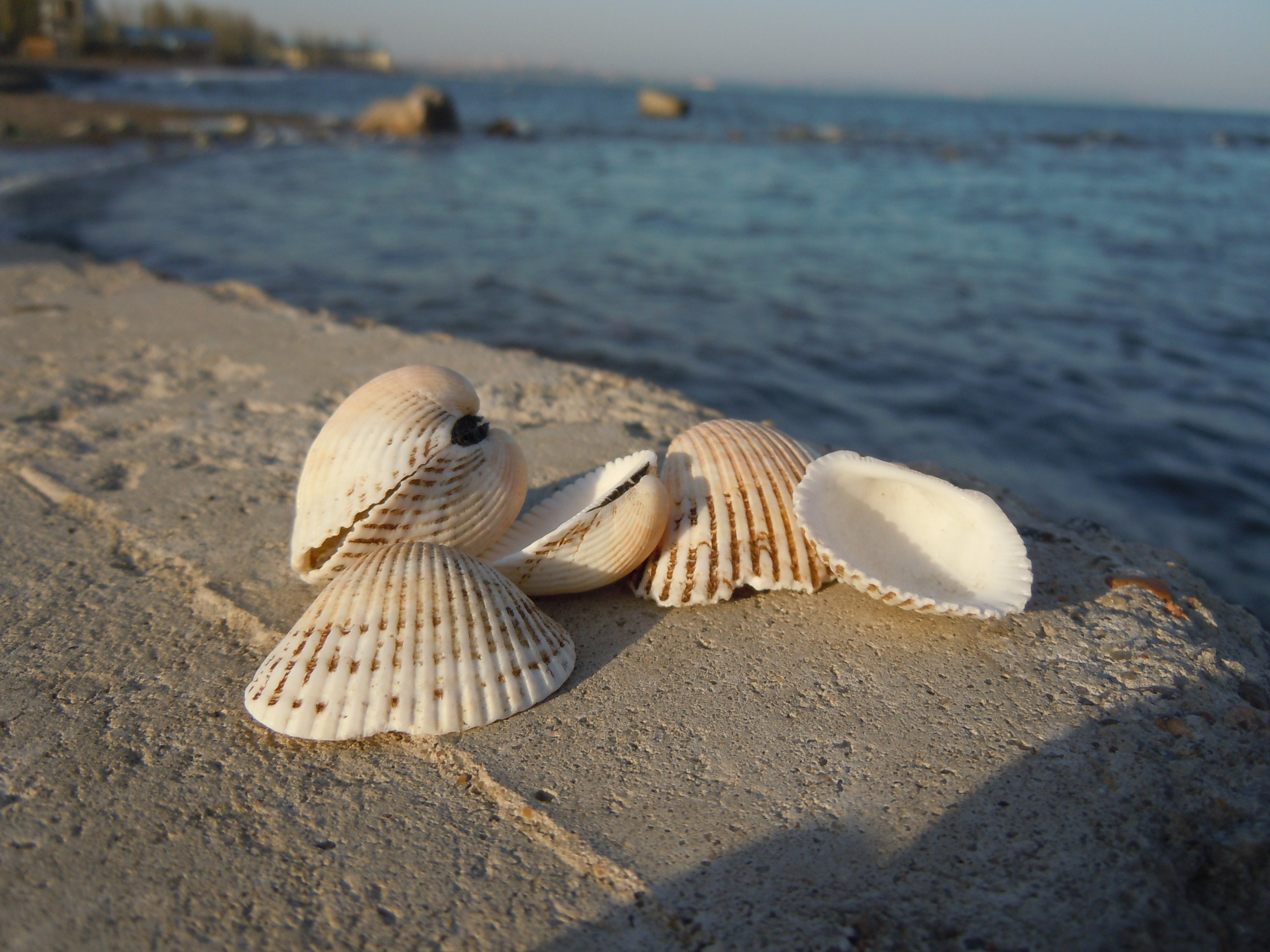
Мушлі Anadara kagoshimensis на березі Одеської затоки, Україна

Як наслідок цей молюск розселився вздовж усіх берегів Чорного моря, завершивши колонізацію Чорноморсько-Азовського басейну заселенням до південної і північно-західної частини Азова, де був відзначений у Керченській протоці, біля містечка Кирилівка та на Федотовій косі.